# 프로살리루스
프로살리루스 비티스(Prosalirus bitis)는 1981년 미국 애리조나에서 발견된 개구리 화석이다. 매우 원시적인 형태이나, 조상들에게서 발견되는 도롱뇽적 특징들을 대부분 소실했다.